# Blok 11A (Nový Bělehrad)
Blok 11A (v srbské cyrilici Блок 11А) se nachází v severní části Nového Bělehradu. Vymezen je ulicemi Bulevar Mihajla Pupina z jižní a západní strany a Trešnjinog cveta z východní strany. Na rozdíl od řady dalších bloků Nového Bělehradu netvoří tento obytné bloky, ale především hotely a sídla firem. Mezi jednu z největších z nich patří Energoprojekt Holding. Nacházela se zde také budova velvyslanectví Čínské lidové republiky, která byla v roce 1999 zničena při bombardování Svazové republiky Jugoslávie. 
Blok byl navržen a vymezen v roce 1948 při vzniku původního urbanistického plánu pro Nový Bělehrad. Jako jeden z mála je trojúhelníkovitého tvaru. Výstavba jednotlivých objektů zde byla zahájena až později, než ve zbytku sídliště, a to v roce 1978. Vzhledem k tomu, že se nepodařilo zastavět celý, se stal po liberalizaci poměrů v Srbsku a zavedení tržního hospodářství lukrativním místem pro výstavbu nových bytů. V letech 2006–2013 byla proto jeho východní část zastavěna novými obytnými jednotkami. Vybudován zde byl ještě později i Hotel Falkensteiner (2015) a velvyslanectví Japonska. 